# アーサー・バーナード
アーサー・バーナード（Arthur Barnard、1929年3月10日 - 2018年5月1日）は、アメリカ合衆国の陸上競技選手である。彼は、1952年に開催されたヘルシンキオリンピックの男子110メートルハードル走で銅メダルを獲得した。

## 経歴
シアトルで生まれ、南カリフォルニア大学に進学した。
彼は110メートルハードル走の選手として活躍したが、同時期にハリソン・ディラード、ジャック・デービスという強力なハードラーがいたため、主要な競技会での優勝には無縁だった。南カリフォルニア大学在学中の1951年に、NCAA主催競技会で3位になったのが目立つ程度だった。翌年AAUの競技会で5位に終わった後、彼はヘルシンキオリンピックのアメリカ合衆国代表選考会で3位に入って、代表の座を勝ち取った。
ヘルシンキオリンピックでの110メートルハードル走は、30人の選手が出場して7月23日（予選）、7月24日（準決勝と決勝）という日程で実施された。選手たちは6つの組に分けられて予選を競い、各組上位2名が準決勝に進むことになっていた。バーナードは6組に出場し、14秒4（手動計時、電動計時では14秒61）の記録で準決勝に勝ち残った。準決勝では1組に出場し、ディラードに次いで14秒2（手動計時、電動計時では14秒44）で決勝に進んだ。決勝は、準決勝で各組3位までに入った6選手がメダルを目指して競い合った。バーナードはスタートに失敗してしまったが、その後挽回して14秒1（手動計時、電動計時では14秒40）でディラード、デービスに続いて3位となり、アメリカ勢がメダルを独占する結果となった。
2018年5月1日没。